# طبقه حاکم
طبقه حاکم (به انگلیسی: Ruling class) در جامعه‌شناسی، طبقه اجتماعی است که دستور کار سیاسی جامعه را تعیین و اجرا می‌کند. در فلسفه مارکسیستی، طبقه حاکم، طبقه اجتماعی سرمایه‌دار هست که مالک ابزار تولید است و با گسترش ایدئولوژی مسلط (فرهنگ، آداب، هنجارها، سنتها) جامعه را از طریق سلطه فرهنگی کنترل می‌کند. در سده بیست و یکم، اقتصاد سیاسی جهانی که توسط فرایند جهانی شدن ایجاد شد، طبقه سرمایه‌دار فراملی را ایجاد کرد که بومی هیچ کشوری نیست.

## زمینه
در شیوه‌های تولید پیشین، مانند فئودالیسم (مالکیت و حقوق موروثی)، اربابان فئودال تبلور طبقه حاکم بودند؛ در اقتصاد مبتنی بر برده‌داری، بردگان، طبقه حاکم بودند. اقتصاد سیاسی نظام فئودالی، قدرت اجتماعی - اقتصادی و قانونی، کار، دارایی رعیت، از جمله خدمت سربازی را در طول زندگی به ارباب فئودال داد. اقتصاد سیاسی دولت برده‌داری، قدرت اجتماعی - اقتصادی و قانونی، کار و دارایی را به بردگان داد.
در فلسفه مارکسیستی جامعه سرمایه‌داری دارای دو طبقه اجتماعی است:
1. طبقه حاکم یا بورژوازی (طبقه سرمایه‌دار) که مالک ابزار تولید به عنوان مالکیت خصوصی است و
2. طبقه کارگر یا پرولتاریا که بورژوازی آنها را تحت بهره‌کشی قرار می‌دهد.[۳]

شکل اقتصاد سیاسی هر جامعه با ایدئولوژی مسلط طبقه حاکم آنجا تعیین و توجیه می‌شود.
برای جایگزینی شیوه تولید سرمایه‌داری در یک جامعه، مارکسیسم به دنبال از بین بردن مشروعیت سیاسی طبقه حاکم برای تصاحب قدرت حکومت است. پس از آن، پرولتاریا (طبقه کارگر شهری و دهقانان) قدرت سیاسی و اقتصادی - اجتماعی را به عنوان طبقه حاکم جامعه در اختیار می‌گیرند.
در اقتصاد سیاسی یک جامعه کمونیستی، نومن‌کلاتورا طبقه حاکمه‌ای هستند که ابزارهای تولید جامعه را بر اساس دستورالعمل‌های حزب کمونیست کنترل می‌کنند. همان‌طور که مدیران بوروکراسی برای تحقق کارکردهای اقتصادی - اجتماعی به دولت نیاز دارند. در این راستا، جامعه‌شناس آمریکایی، سی. رایت میلز بین طبقه حاکم با نخبگان قدرت تمایز قایل شد که برای جامعه تصمیم می‌گیرند.
به همین ترتیب، برای ایجاد جامعه‌ای بدون طبقات اجتماعی، آنارشیسم به دنبال از بین بردن طبقه حاکم است.
برخلاف دیدگاه مارکسیستی، آنارشیست‌هایی مانند میخائیل باکونین به دنبال لغو دولت هستند زیرا، علی‌رغم تغییرات انقلابی، طبقه حاکم (سرمایه‌دار) با طبقه حاکم دیگری (پرولتاریا) جایگزین می‌شود که یک چرخه سیاسی است که هدف تغییر اجتماعی یک انقلاب را باطل می‌کند.
متی دوگان در مورد وجود یک طبقه حاکم کارآمد در جوامع سده بیست و یکم گفت نخبگان سیاسی و اجتماعی - اقتصادی بخاطر قشربندی اجتماعی و تخصصی شدن محدود نیروی کار در نتیجه جهانی شدن اقتصاد جهانی، طبقه حاکم منسجمی را در جوامع خود تشکیل نمی‌دهند. در سده بیستم، اقتصاد سیاسی غیرمتمرکز جهان به وجود طبقات حاکم در امپراتوری روسیه و امپراتوری عثمانی اجازه داده بود.

## در رسانه
چندین نمونه از نظام‌های طبقه حاکم در فیلم‌ها، رمان‌ها، نمایش‌های تلویزیونی و بازی‌های ویدیویی وجود دارد. فیلم مستقل آمریکایی «طبقه حاکم آمریکا» محصول ۲۰۰۵ به نویسندگی لوئیس لافام، سردبیر سابق مجله هارپر به کارگردانی جان کربی، یک فیلم نیمه مستند است که به بررسی چگونگی ساختار اقتصاد آمریکا و برای چه کسی می‌پردازد. حماسه جنایی سیاسی فیلیپین ۲۰۱۷ گل وحشی در مورد یک خانواده سیاسی ثروتمند و با نفوذ و فاسد، بنام آردینت‌ها است که حکومت بر شهری را در اختیار دارند که در آن موجی از قتل‌ها و جنایاتی وجود دارد که آنها مرتکب و در آن غوطه‌ور شده‌اند.
جامعه، در رمان جهان جدید شجاع نوشته آلدوس هاکسلی با تم اجتماعی با مهندسی ژنتیکی نظام کاست است. طبقه آلفا++ طبقه حاکمی است که به عنوان دانشمند و مدیر پرورش‌یافته و دولت جهانی را در رمان کنترل می‌کند. این وضعیت را می‌توان در رمان ۱۹۸۴ اثر جرج اورول نیز یافت که در آن حزب درونی با نماد ساختگی برادر بزرگ به معنای واقعی کلمه آنچه را که همه اعضای گروه بیرونی می‌شنوند، می‌بینند و می‌آموزند را کنترل می‌کند،'
البته بدون مهندسی ژنتیک و با الگوی کمونیسم استالینیستی که بر آنگلوسفر (اقیانوسیه) مسلط شده‌است. در اقیانوسیه، توده‌های ناآگاه (پرول) نسبتاً آزاد هستند زیرا هیچ تهدیدی برای جمع‌گرایی الیگارشی (برادربزرگ) ایجاد نمی‌کنند.
نمونه‌هایی در فیلم‌ها عبارتند از: گاتاکا، جایی که متولدین ژنتیکی برتر و طبقه حاکم بودند و و برای انتقام، که یک حکومت قدرتمند توتالیتر را در بریتانیا به تصویر می‌کشید.
فیلم کمدی «طبقه حاکم» طنزی از اشرافیت بریتانیایی بود که نجابت را به‌عنوان خودخواه و بی‌رحمانه به تصویر می‌کشید، در مقابل یک خویشاوند دیوانه که معتقد است او عیسی مسیح است که آنها او را یک بلشویک خونین معرفی می‌کنند.

## برای مطالعهٔ بیشتر
- دمهوف, ج. ویلیام (April 2005). "نظریه سلطه طبقاتی بر قدرت". {{cite journal}}: Cite journal requires |journal= (help)
- دوگان، ماتی (ویرایش)، «پیکربندی نخبگان در اوج قدرت»، بریل، لیدن، ۲۰۰۳.
- ایزابل ویلکرسن، ۱۴۰۰: طبقه حاکم: خاستگاه ناکامی‌های ما، مترجم: پیام درخشان‌فرد، قم: دفتر نشر معارف، ۲۴۸ صفحه. ISBN 9786004413909